# Platyja phaenophoenica
Platyja phaenophoenica là một loài bướm đêm trong họ Noctuidae.